# 刈谷市立小垣江小学校
刈谷市立小垣江小学校（かりやしりつ おがきえしょうがっこう）は、愛知県刈谷市小垣江町に所在する公立小学校。

## 卒業後
小垣江小学校の児童は刈谷市立依佐美中学校に入学する。一部私立中学校に進学する児童もいる。

## 行事
4月　入学式　始業式
5月　遠足　
7月　終業式
9月　始業式　夏休み創意工夫展
10月　運動会　
11月　音楽会
12月　駆け足記録会　終業式
1月　長縄大会　書き初め会
3月　修了式　卒業式

## 地理
名鉄三河線小垣江駅の東500mにある。

## 沿革
- 1873年（明治6年） - 碧海郡小垣江村と高須村の連合による第63番小学小垣江学校が誓満寺に置かれる。[3][2]
- 1874年（明治7年） - 小垣江学校が専称寺に移る。[3]
- 1877年（明治10年） - 第119・120・121番小学小垣江学校に改称。[3]
- 1879年（明治12年） - 碧海郡第65番小学小垣江学校に改称。[3]
- 1883年（明治16年） - 碧海郡第59学区公立小学小垣江学校に改称。[3]
- 1887年（明治20年） - 吉浜村とも連合して碧海郡小垣江尋常小学校に改称。[3]
- 1892年（明治25年） - 吉浜尋常小学校（現・高浜市立吉浜小学校）を分離。碧海郡小垣江村立小垣江尋常小学校に改称。[3]
- 1901年（明治34年） - 高等科が置かれ、小垣江村立小垣江尋常高等小学校に改称。[3]
- 1907年（明治40年） - 前年に依佐美村が成立して依佐美村第一尋常高等小学校に改称。[3]
- 1908年（明治41年） - 学校が現在地に移される。[3]
- 1941年（昭和16年） - 依佐美村小垣江国民学校に改称。[3]
- 1947年（昭和22年） - 依佐美村立小垣江小学校に改称。[3]
- 1955年（昭和30年） - 依佐美村と刈谷市が合併して刈谷市立小垣江小学校に改称。[3]
- 1958年（昭和33年） - 創立50周年記念式典が行われる。[3]
- 1987年（昭和62年） - 創設80周年記念式典が行われる。[3]
- 1988年（昭和63年） - 小垣江小学校から分離独立して刈谷市立小垣江東小学校が開校する。[3]
- 2007年（平成19年） - 創設100周年記念式典が行われる。[3]

## 出身著名人
- 南井克巳[4] - 競馬騎手。
- 熊沢重文[4] - 競馬騎手。
- 今藤孝治[4] - サッカー選手。
- 竹内高美[4] - 女子バスケットボール選手。
- 山戸結希[4] - 映画監督。
- 清水由紀[4] - グラビアアイドル。